# Associação Brasileira para Estudos do Quaternário
A Associação Brasileira de Estudos do Quaternário (ABEQUA) é uma entidade científica, sem fins lucrativos, que tem como objetivos principais o estudo do Quaternário brasileiro fazendo a congregação dos estudiosos brasileiros no assunto além de manter intercâmbio com associações congêneres em outros países como, por exemplo, a International Union for Quaternary Research (INQUA - União Internacional de Pesquisa do Quaternário).